# Christian Ejlers' Forlag
Christian Ejlers' Forlag var et københavnsk forlag, grundlagt 1967 af juristen Christian Ejlers. Forlaget var især kendt for bøger om samfundsmæssige emner og om kunst, arkitektur og kulturhistorie. Bøgernes grafiske tilrettelæggelse var udsøgt og vandt flere priser for godt boghåndværk. Forlaget udgav desuden teoribøger mv. til køreprøven. Forlaget blev i 2008 solgt til Nyt Juridisk Forlag A/S med virkning fra den 1. juni og opslugt af dette.